# Vilém Sasko-Výmarský
Vilém Sasko-Výmarský (11. dubna 1598, Altenburg — 17. května 1662, Výmar) byl vévoda sasko-výmarský a po smrti bratra Albrechta od roku 1644 až do své smrti vládce sasko-eisenašský. 

## Život
Vilém se narodil 11. dubna 1598 v Altenburgu jako pátý potomek vévody Jana II. a jeho manželky Doroty Marie Anhaltské. Měl několik sourozenců: bratry Jana Arnošta, Fridricha, Albrechta, Jana Fridricha, Arnošta a Bernarda. 
Studoval na univerzitě v Jeně a později doprovázel své bratry i při studiích v zahraničí. V roce 1613 bratři navštívili Francii, Nizozemsko i Velkou Británii a roku 1614 se vrátili do Sasko-výmarského vévodství.
24. srpna 1617 společně s dalšími šlechtici založil jazykovou akademii Fruchtbringende Gesellschaft. Stalo se tak na pohřbu matky Doroty Marie.

### Vláda
Vilém se narodil až jako pátý (třetí přeživší) potomek svých rodičů a ani nepředpokládalo, že by někdy vévodství mohl vládnout. Vévodou byl po otcově smrti nejstarší bratr Jan Arnošt, nicméně, ten o veškeré tituly přišel, když se odmítal podrobit císaři Ferdinandovi II. Štýrskému. Vilém se tak stal vládcem vévodství, avšak samotný titul stále náležel bratrovi. Až po jeho smrti v roce 1626 získal titul vévody Sasko-výmarského. O rok později se Vilém stal držitelem Řádu stability (Orden der Beständigkeit). Mezi lety 1622 až 1623 vytvořil vlastenecký spolek Deutscher Friedbund, který hlásal, mimo jiné, i náboženskou svobodu. Štědré finanční podpory se Vilémovi dostalo například od strýce z matčiny strany Ludvíka I. Anhaltsko-Köthenského.
Stejně jako mnoho jiných vévodů a knížat, i Vilém se musel zapojit do třicetileté války – sloužil pod Petrem Arnoštem II. z Mansfeldu a Jiřím Fridrichem Bádensko-Durlašským. Až později začal sloužit pod Kristiánem Brunšvickým.
Během přerozdělování v roce 1614 Vilém udržel Výmar i Jenu pohromadě ve své moci a jeho bratr Albrecht navíc získal Eisenach. Roku 1644 ale Albrecht zemřel a Vilémovi tak připadl i Eisenach, od kterého bylo později odvozováno i Sasko-eisenašské, resp. Sasko-výmarsko-eisenašské vévodství.
Vilémova armáda byla na poměrně dobré úrovni, za kterou mohl především švédský král Gustav II. Adolf. Když ale Gustav zemřel, hrabě Axel Oxenstierna dohnal Viléma k přistoupení na Pražský mír.
Když v lednu 1650 zemřel Vilémův strýc Ludvík I. Anhaltsko-Köthenský, shodli se členové spolku Deutscher Friedbund, že se Vilém stane Ludvíkovým nástupcem a tedy i hlavou organizace. Oficiálně se tak stalo 8. května 1651 a Vilém si svoji pozici držel až do své smrti.

### Smrt
Vilém Sasko-Výmarský zemřel 17. května 1662 ve Výmaru, když mu bylo čtyřiašedesát let. Jeho nástupcem v roli vévody Sasko-výmarského se stal jeho syn Jan Arnošt II., který vládl až do roku 1683. Vládci Sasko-eisenašského vévodství se po smrti správce Viléma stali (společně) Adolf Vilém Sasko-Eisenašský a Jan Jiří.

## Manželství a potomci

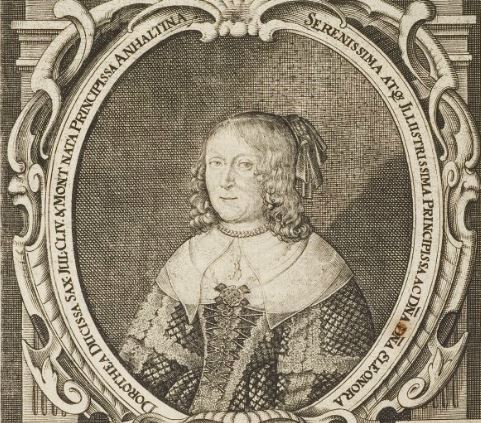
Vilémova manželka Eleonora Dorota

23. května 1625, kdy bylo Vilémovi 27 let, se oženil s Eleonorou Dorotou Anhaltsko-Desavskou, která byla jeho nevlastní sestřenicí (byla dcerou Jana Jiřího I., který vzešel z prvního manželství Jáchyma Arnošta Anhaltského, zatímco Vilémova matka Dorota Marie vzešla až z jeho druhého manželství). Pár měl devět dětí, přičemž šest z nich (dvě dcery a čtyři synové) se dožili dospělosti.
1. Vilém Sasko-Výmarský (26. března 1626 – 1. listopadu 1626)
2. Jan Arnošt II. Sasko-Výmarský (11. září 1627 – 15. května 1683), ⚭ 1656 Kristýna Alžběta Šlesvicko-Holštýnsko-Sonderburská (23. června 1638 – 7. června 1679)
3. Johan Vilém Sasko-Výmarský (16. srpna 1630 – 16. května 1639)
4. Adolf Vilém Sasko-Eisenašský (14. května 1632 – 22. listopadu 1668), ⚭ 1663 Marie Alžběta Brunšvicko-Wolfenbüttelská (7. ledna 1638 – 15. února 1687)
5. Jan Jiří I. Sasko-Eisenašský (12. července 1634 – 19. září 1686), ⚭ 1661 Johanetta ze Sayn-Wittgensteinu (27. srpna 1632 – 28. září 1701)
6. Vilemína Eleonora Sasko-Výmarská (7. června 1636 – 1. dubna 1653)
7. Bernard II. Sasko-Jenský (14. října 1638 – 3. května 1678), ⚭ 1662 Marie Charlotte de La Trémoille (26. ledna 1632 – 24. srpna 1682)
8. Fridrich Sasko-Výmarský (19. března 1640 – 19. srpna 1656)
9. Dorotea Marie Sasko-Výmarská (14. října 1641 – 11. června 1675), ⚭ 1650 Mořic Sasko-Zeitzský (28. března 1619 – 4. prosince 1681), vévoda sasko-zeitzský

## Vývod z předků
|                      |                                  |  |                              |                                 |  |  |  |  |  |  |  | Jan I. Saský |
|                      |                                  |  |                              |                                 |  |  |  |  |  |  |  |              |
|                      | Jan I. Falcko-Simmernský         |  |                              |                                 |  |  |  |  |  |  |  |              |
|                      |                                  |  |                              |                                 |  |  |  |  |  |  |  |              |
|                      |                                  |  |                              | Žofie Mecklenbursko-Schwerinská |  |  |  |  |  |  |  |              |
|                      |                                  |  |                              |                                 |  |  |  |  |  |  |  |              |
|                      | Jan Vilém Sasko-Výmarský         |  |                              |                                 |  |  |  |  |  |  |  |              |
|                      |                                  |  |                              |                                 |  |  |  |  |  |  |  |              |
|                      |                                  |  |                              | Jan III. Klevský                |  |  |  |  |  |  |  |              |
|                      |                                  |  |                              |                                 |  |  |  |  |  |  |  |              |
|                      | Sibyla Klevská                   |  |                              |                                 |  |  |  |  |  |  |  |              |
|                      |                                  |  |                              |                                 |  |  |  |  |  |  |  |              |
|                      |                                  |  |                              | Marie z Jülich-Bergu            |  |  |  |  |  |  |  |              |
|                      |                                  |  |                              |                                 |  |  |  |  |  |  |  |              |
|                      | Jan II. Sasko-Výmarský           |  |                              |                                 |  |  |  |  |  |  |  |              |
|                      |                                  |  |                              |                                 |  |  |  |  |  |  |  |              |
|                      |                                  |  |                              | Jan II. Simmernsý               |  |  |  |  |  |  |  |              |
|                      |                                  |  |                              |                                 |  |  |  |  |  |  |  |              |
|                      | Fridrich III. Falcký             |  |                              |                                 |  |  |  |  |  |  |  |              |
|                      |                                  |  |                              |                                 |  |  |  |  |  |  |  |              |
|                      |                                  |  |                              | Beatrix Bádenská                |  |  |  |  |  |  |  |              |
|                      |                                  |  |                              |                                 |  |  |  |  |  |  |  |              |
|                      | Dorotea Zuzana Simmernská        |  |                              |                                 |  |  |  |  |  |  |  |              |
|                      |                                  |  |                              |                                 |  |  |  |  |  |  |  |              |
|                      |                                  |  |                              | Kazimír Braniborsko-Bayreuthský |  |  |  |  |  |  |  |              |
|                      |                                  |  |                              |                                 |  |  |  |  |  |  |  |              |
|                      | Marie Braniborsko-Kulmbašská     |  |                              |                                 |  |  |  |  |  |  |  |              |
|                      |                                  |  |                              |                                 |  |  |  |  |  |  |  |              |
|                      |                                  |  |                              | Zuzana Bavorská                 |  |  |  |  |  |  |  |              |
|                      |                                  |  |                              |                                 |  |  |  |  |  |  |  |              |
| Vilém Sasko-Výmarský |                                  |  |                              |                                 |  |  |  |  |  |  |  |              |
|                      |                                  |  |                              |                                 |  |  |  |  |  |  |  |              |
|                      |                                  |  | Arnošt I. Anhaltsko-Desavský |                                 |  |  |  |  |  |  |  |              |
|                      |                                  |  |                              |                                 |  |  |  |  |  |  |  |              |
|                      | Jan V. Anhaltsko-Zerbstský       |  |                              |                                 |  |  |  |  |  |  |  |              |
|                      |                                  |  |                              |                                 |  |  |  |  |  |  |  |              |
|                      |                                  |  |                              | Markéta Minsterberská           |  |  |  |  |  |  |  |              |
|                      |                                  |  |                              |                                 |  |  |  |  |  |  |  |              |
|                      | Jáchym Arnošt Anhaltský          |  |                              |                                 |  |  |  |  |  |  |  |              |
|                      |                                  |  |                              |                                 |  |  |  |  |  |  |  |              |
|                      |                                  |  |                              | Jáchym I. Braniborský           |  |  |  |  |  |  |  |              |
|                      |                                  |  |                              |                                 |  |  |  |  |  |  |  |              |
|                      | Markéta Braniborská              |  |                              |                                 |  |  |  |  |  |  |  |              |
|                      |                                  |  |                              |                                 |  |  |  |  |  |  |  |              |
|                      |                                  |  |                              | Alžběta Dánská                  |  |  |  |  |  |  |  |              |
|                      |                                  |  |                              |                                 |  |  |  |  |  |  |  |              |
|                      | Dorotea Marie Anhaltská          |  |                              |                                 |  |  |  |  |  |  |  |              |
|                      |                                  |  |                              |                                 |  |  |  |  |  |  |  |              |
|                      |                                  |  |                              | Oldřich Württemberský           |  |  |  |  |  |  |  |              |
|                      |                                  |  |                              |                                 |  |  |  |  |  |  |  |              |
|                      | Kryštof Württemberský            |  |                              |                                 |  |  |  |  |  |  |  |              |
|                      |                                  |  |                              |                                 |  |  |  |  |  |  |  |              |
|                      |                                  |  |                              | Sabina Bavorská                 |  |  |  |  |  |  |  |              |
|                      |                                  |  |                              |                                 |  |  |  |  |  |  |  |              |
|                      | Eleonora Württemberská           |  |                              |                                 |  |  |  |  |  |  |  |              |
|                      |                                  |  |                              |                                 |  |  |  |  |  |  |  |              |
|                      |                                  |  |                              | Jiří Braniborsko-Ansbašský      |  |  |  |  |  |  |  |              |
|                      |                                  |  |                              |                                 |  |  |  |  |  |  |  |              |
|                      | Anna Marie Braniborsko-Ansbašská |  |                              |                                 |  |  |  |  |  |  |  |              |
|                      |                                  |  |                              |                                 |  |  |  |  |  |  |  |              |
|                      |                                  |  |                              | Hedvika Minsterberská           |  |  |  |  |  |  |  |              |
|                      |                                  |  |                              |                                 |  |  |  |  |  |  |  |              |